# Brian Lashoff
Brian Lashoff (* 16. Juli 1990 in Albany, New York) ist ein ehemaliger US-amerikanischer Eishockeyspieler, der im Verlauf seiner aktiven Karriere zwischen 2006 und 2023 unter anderem 144 Spiele für die Detroit Red Wings in der National Hockey League (NHL) auf der Position des Verteidigers bestritten hat. Den Großteil seiner aktiven Laufbahn verbrachte Lashoff jedoch bei den Grand Rapids Griffins in der American Hockey League (AHL), für die er über 700 Partien absolvierte sowie in den Jahren 2013 und 2017 den Calder Cup gewann. Sein älterer Bruder Matt Lashoff war ebenfalls professioneller Eishockeyspieler.

## Karriere

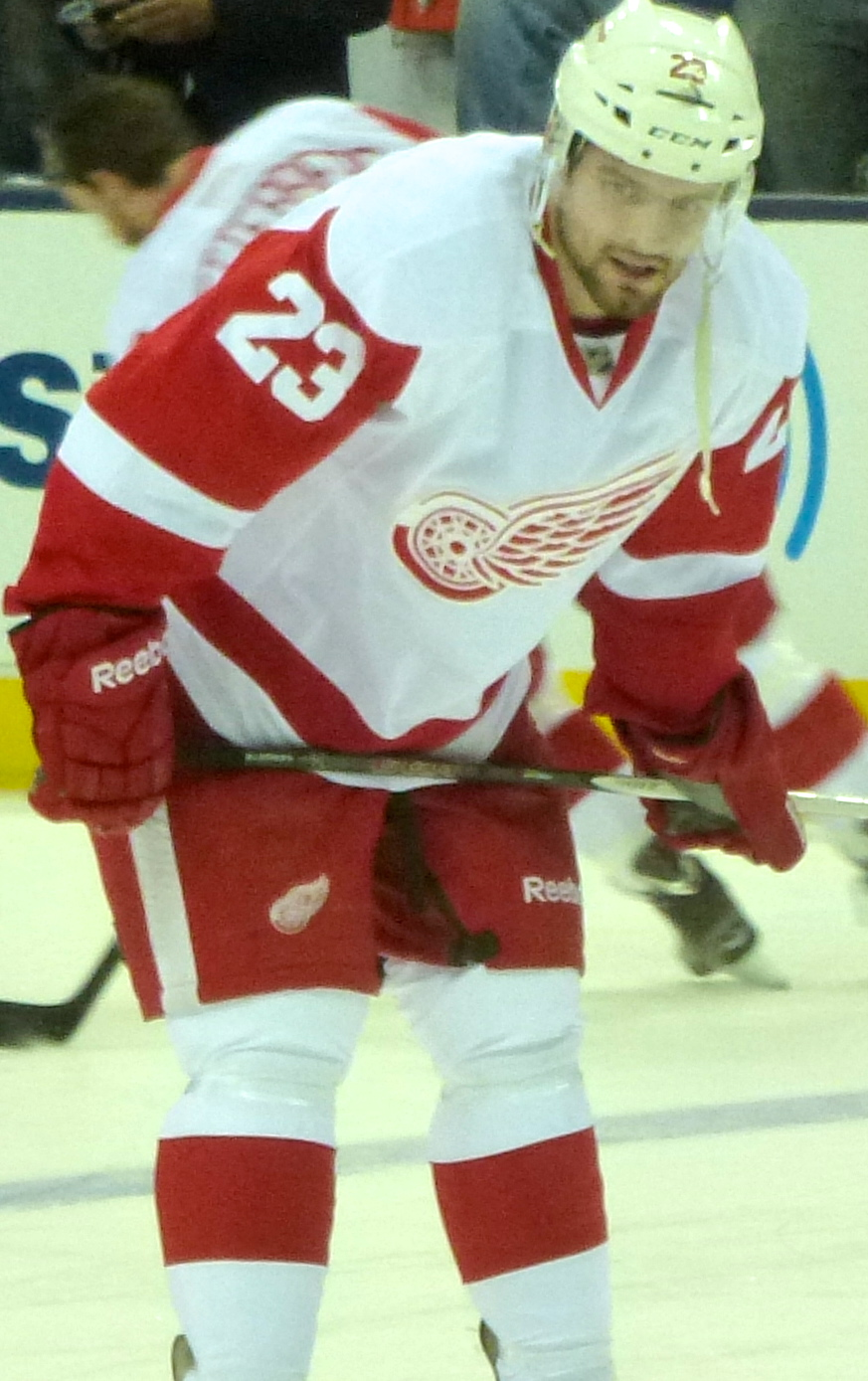
Lashoff im Trikot der Detroit Red Wings (2013)

Lashoff begann seine Karriere 2006 bei den Barrie Colts aus der kanadischen Juniorenliga Ontario Hockey League (OHL). Er hatte eine solide Debütsaison in der drittbesten Verteidigung der Liga, konnte seinen Stammplatz über die gesamte Saison nicht halten. In den Playoffs erreichte er mit den Colts die zweite Runde, wo sie jedoch an den Sudbury Wolves scheiterten. In der Saison 2007/08 wurde Lashoff zwar durch eine Knöchelverletzung gebremst, führte die Verteidiger der schwächelnden Colts aber trotzdem mit 20 Scorerpunkten aus 50 Spielen an. In der ersten Runde der Playoffs überraschte das siebtplatzierte Team der Eastern Conference die favorisierten Brampton Battalion, schied aber in der zweiten Runde gegen die Belleville Bulls aus. Im NHL Entry Draft 2008 wurde Lashoff von keinem Team ausgewählt, doch im Herbst luden ihn die Detroit Red Wings aus der National Hockey League (NHL) zum Trainingscamp ein und dort überzeugte er, sodass ihn die Mannschaft für drei Jahre unter Vertrag nahm. Obwohl normalerweise Spieler unter 20 Jahren nur über den NHL Entry Draft verpflichtet werden dürfen, nutzten die Red Wings eine Regel, die es erlaubt vertragslose Juniorenspieler, die am Trainingslager einer NHL-Mannschaft teilgenommen haben, innerhalb von 14 Tagen nach dem Trainingslager unter Vertrag zu nehmen. Die Saison 2008/09 begann Lashoff aber wieder bei den Barrie Colts, ehe sie ihn im Dezember 2008 innerhalb der OHL zum Schlusslicht der Liga, den Kingston Frontenacs, transferierten. Er wurde dort direkt zum Mannschaftskapitän ernannt und steuerte in den letzten 35 Saisonspielen sechs Tore und 13 Assists bei. Die Frontenacs beendeten die Spielzeit schließlich im März 2009 auf dem vorletzten Rang der Liga und verpassten die Playoffs deutlich.
Kurz nach dem Ende der regulären OHL-Saison beriefen ihn die Grand Rapids Griffins, die in der American Hockey League (AHL) als Farmteam von Detroit fungieren, in ihren Kader und Lashoff gab am 29. März sein Profidebüt. Er hatte einen guten Einstand bei den Griffins mit fünf Punkten aus den letzten sechs Spielen der regulären Saison, verdrängte für die Playoffs Logan Pyett aus dem Kader und wurde eine feste Größe in der Überzahlformation seines Teams. Die Saison 2010/11 begann Lashoff bei den Toledo Walleye in der ECHL, bei denen er zu drei Einsätzen kam und eine Torvorlage gab, ehe er erneut in den AHL-Kader der Grand Rapids Griffins berufen wurde. In der verkürzten Saison 2012/13, in der er mit den Griffins den Calder Cup gewann, gab Lashoff sein Debüt in der NHL, woraufhin er sich im Kader der Red Wings etablierte und in der Folgesaison 2013/14 75 Spiele absolvierte. Seinen Stammplatz verlor er nach der Spielzeit 2014/15 wieder, blieb aber weiterhin in der Organisation. Dort spielte er hauptsächlich in Grand Rapids, mit denen er im Jahr 2017 abermals den Calder Cup gewann, und kam zu sporadischen Einsätzen im Detroiter NHL-Aufgebot.
Im April 2021 wurde Lashoff, der seit Beginn der Spielzeit 2020/21 als Mannschaftskapitän der Griffins fungierte, in einem komplexen Tauschgeschäft, das letztlich David Savard zu den Tampa Bay Lightning brachte, ebenfalls von den Lightning verpflichtet. Er soll jedoch weiterhin auf Leihbasis für die Griffins in der AHL auflaufen. Im Juli 2021 kehrte er in die Organisation der Red Wings zurück, bevor er im Mai 2022 einen auf die AHL beschränkten Vertrag bei den Griffins unterzeichnete. Nach der Saison 2022/23 beendete der 32-Jährige seine aktive Karriere.

### International
Mit der US-amerikanischen U20-Nationalmannschaft nahm Lashoff an der U20-Junioren-Weltmeisterschaft 2010 in der kanadischen Provinz Saskatchewan teil. Dabei kam er in allen sieben Turnierspielen der US-Amerikaner, die sich am Ende des Wettbewerbs zum U20-Weltmeister krönten. Zum Titelgewinn steuerte der Verteidiger zwei Torvorlagen bei.

## Erfolge und Auszeichnungen
- 2013 Calder-Cup-Gewinn mit den Grand Rapids Griffins
- 2017 Calder-Cup-Gewinn mit den Grand Rapids Griffins
- 2023 Teilnahme am AHL All-Star Classic

### International
- 2010 Goldmedaille bei der U20-Junioren-Weltmeisterschaft

## Karrierestatistik

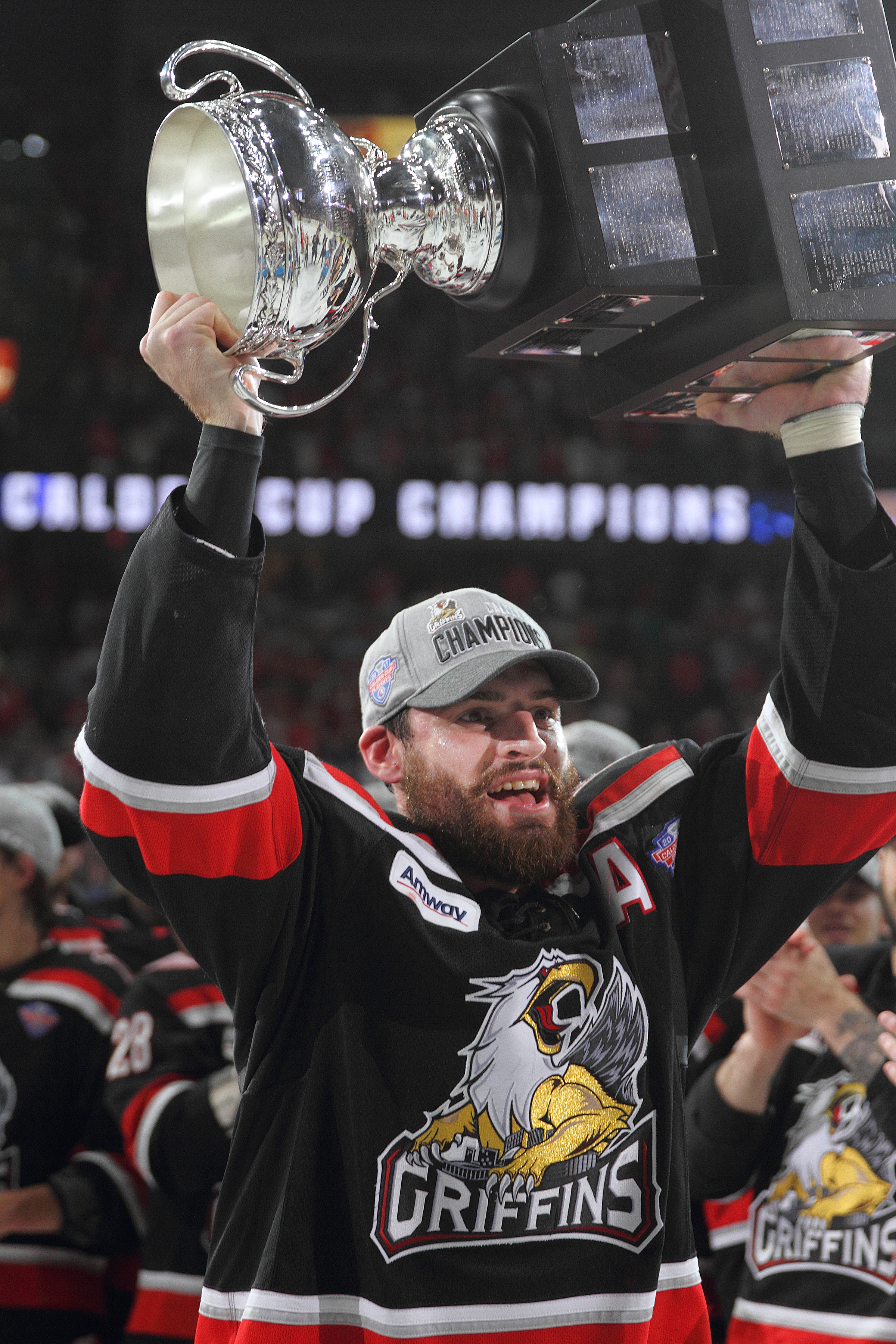
Lashoff als Spieler der Grand Rapids Griffins mit dem Calder Cup (2017) …

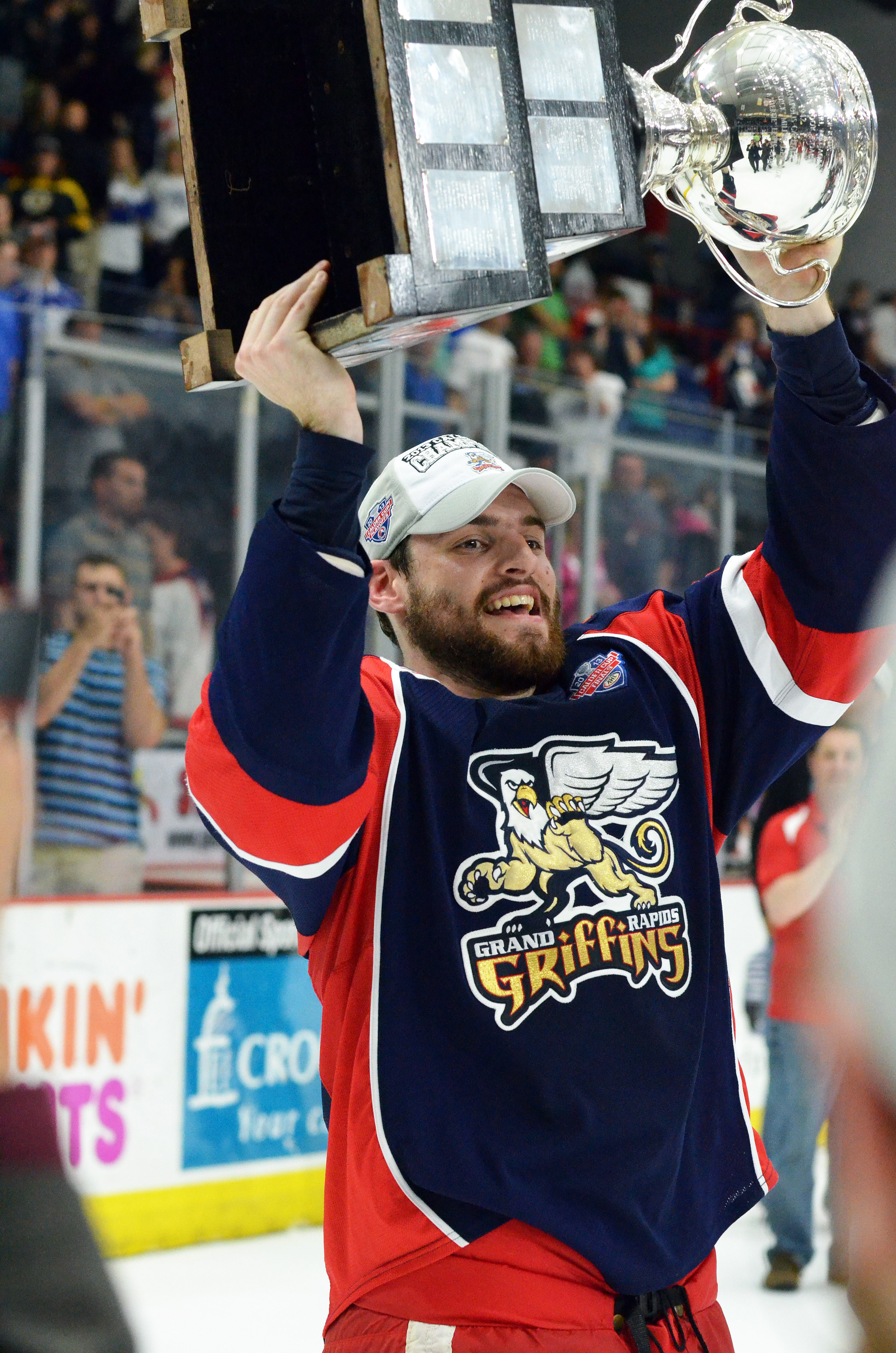
… und vier Jahre zuvor beim ersten Titelgewinn im Jahr 2013

### International
Vertrat die USA bei:
- U20-Junioren-Weltmeisterschaft 2010

(Legende zur Spielerstatistik: Sp oder GP = absolvierte Spiele; T oder G = erzielte Tore; V oder A = erzielte Assists; Pkt oder Pts = erzielte Scorerpunkte; SM oder PIM = erhaltene Strafminuten; +/− = Plus/Minus-Bilanz; PP = erzielte Überzahltore; SH = erzielte Unterzahltore; GW = erzielte Siegtore; 1 Play-downs/Relegation; Kursiv: Statistik nicht vollständig)